# 差音
差音（さおん）は、結合音の一種で、周波数の異なる2つの音を同時に鳴らした時に聞こえる、2つの音の周波数の差に等しい周波数の音である。
これは、うなりとは異なる現象で、聴覚メカニズムの非線形性に由来する。
ゲオルグ・アンドレアス・ゾルゲやジュゼッペ・タルティーニらによって、原理が発見された。
この原理はパイプオルガンに用いられている。非常に低い音を出すためのパイプは巨大なので、代用に倍音のパイプを鳴らすことで擬似的に基音を得るものである。